# デマリオ・プレスリー
デマリオ・プレスリー（DeMario Pressley 1989年3月28日- ）はノースカロライナ州グリーンズボロ出身の元アメリカンフットボール選手。ポジションはディフェンシブタックル。

## 経歴
高校時代はパレード誌、USAトゥデイよりオールアメリカンに選出された。またバスケットボールのセンター、陸上競技の砲丸投の選手でもあった。
ノースカロライナ州立大学に進学、4年間で先発31試合を含む42試合に出場、145タックル、4.5サック、2ファンブルフォース、2インターセプトをあげた。3年次にはアトランティック・コースト・カンファレンスのセカンドチームに選ばれた。
2008年のNFLドラフトでニューオーリンズ・セインツに指名され、同年7月15日、セインツと3年契約を結んだ。同年7月27日、故障者リスト入りした。
2009年9月5日、ウェーバーされ、9月7日、プラクティス・スクワッドとしてセインツと契約を結んだ。シーズン半ばにアクティブロースター入りし、7試合に出場した。この年セインツは、第44回スーパーボウルで優勝、彼もスーパーボウルリングを手に入れた。
2011年2月22日、インディアナポリス・コルツと契約したが、同年8月16日に解雇された。翌日デンバー・ブロンコスと契約したが、その後解雇された。同年12月30日、カロライナ・パンサーズのアクティブロースター入りし、シーズン最終戦に出場した。2012年3月16日、パンサーズから解雇された。
2012年5月10日、シカゴ・ベアーズと契約したが、同年8月21日、負傷により解雇され、翌8月22日ベアーズの故障者リスト入りした。